# London Hydraulic Power Company
London Hydraulic Power Company (Лондонская гидравлическая энергетическая компания) — британская компания, основанная в 1883 году для внедрения силовой гидравлической сети в Лондоне. Её сеть, расширяясь, успела охватить большую часть центрального Лондона на пике своего развития, прежде чем её заменило электричество. Последняя насосная станция закрылась в 1977 году.

## История
Компания была создана в соответствии с парламентским актом (Закон о Лондонской гидравлической энергетической компании 1884 г.) на средства инженера-железнодорожника сэра Джеймса Олпорта, для прокладки и последующей эксплуатации сети чугунных водопроводов высокого давления под Лондоном. Она объединила компанию Wharves and Warehouses Steam Power and Hydraulic Pressure Company, основанную в 1871 году Эдвардом Б. Эллингтоном, и General Hydraulic Power Company, основанную в 1882 году. Сеть постепенно расширилась, охватив территорию в основном к северу от Темзы от Гайд-парка на западе до Доклендса на востоке.
Система использовалась как более чистая и компактная альтернатива паровым двигателям, для привода машин мастерских, лифтов, подъемных кранов, театрального оборудования (включая вращающиеся сцены в Лондонском Палладиуме и Лондонском Колизее, защитные шторы в Королевском театре Друри-лейн, подъемный механизм для кинооргана в театре на Лестер-сквер и всей оркестровой платформы Палм-Корт) и резервный механизм Тауэрского моста. Она также использовалась для снабжения пожарных гидрантов, в основном внутри зданий. Воду, перекачиваемую прямо из Темзы, зимой подогревали, чтобы предотвратить замерзание.

## Насосные станции

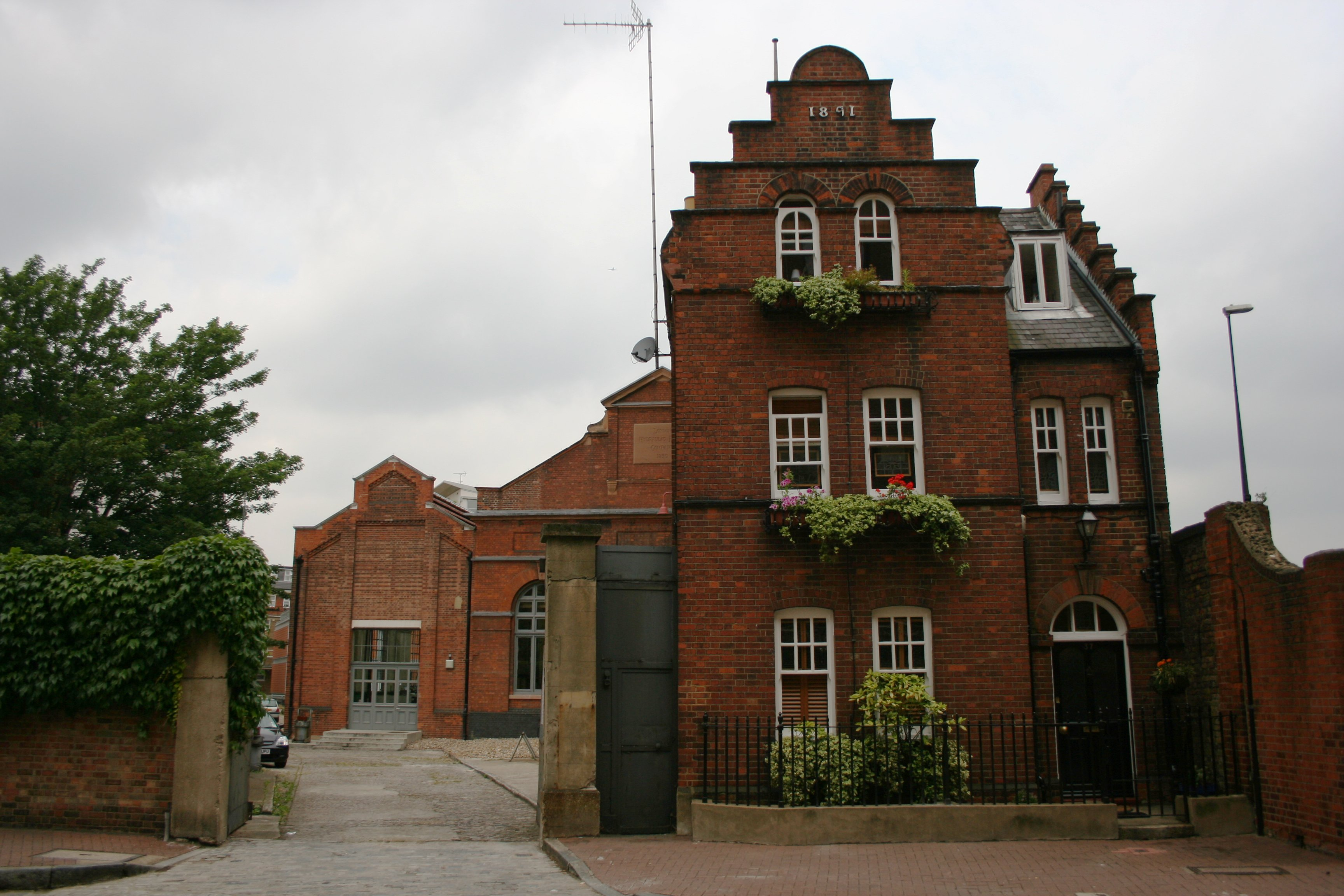
Гидравлическая насосная станция Уоппинг

Давление поддерживалось на номинальном уровне 800 фунтов на квадратный дюйм (5,5 МПа) (55 бар) с помощью пяти силовых насосных станций, первоначально приводимых в движение паровыми двигателями, работающими на угле. Они располагались по следующим адресам:
- Насосная станция Falcon Wharf в Бэнксайде, к востоку от моста Блэкфрайарс на южном берегу Темзы (открыта в 1883 г.)[4]
- Кенсингтон-Корт и Миллбанк (1887 г.) позже (1911 г.) заменены станцией на Гросвенор-роуд[5]
- Гидравлическая насосная станция Уоппинг (основана в 1890 г.), использующая несуществующее метро Tower для транспортировки труб под Темзой (закрыта 30 июня 1977 г., использовалась последней)[5]
- Бассейн Сити-роуд на Риджентс-канале в Ислингтоне (1893 г.)[4] , позже использовавшийся как мебельная фабрика Marico[5].
- Renforth Pump House (Rotherhithe, Canada Water) (открыт в 1904 г.), ныне жилое помещение[4].

Кратковременное сохранение напора обеспечивалось гидроаккумуляторами, которые представляли собой большие тяжело нагруженные вертикальные поршни.

## Сеть через реку Темзу
Магистральные сети пересекали Темзу через мост Воксхолл, мост Ватерлоо и мост Саутуарк, а также через туннель Ротерхит, а также через Тауэрский тоннель.

## Закрытие
В 1893 году система перекачивала 6,5 миллионов галлонов воды каждую неделю; в 1933 году этот показатель вырос до 32 миллионов галлонов.
Примерно с 1904 года бизнес начал приходить в упадок, поскольку электроэнергия стала более популярной. Компания начала заменять свои паровые двигатели электродвигателями с 1923 года. На пике своего развития сеть состояла из 180 миль (290 км) труб, а общая выходная мощность составляла около 7000 лошадиных сил (5,2 МВт).
Система окончательно закрылась в июне 1977 года. Компания, будучи уполномоченным органом Великобритании, имела законное право раскапывать дороги общего пользования для прокладки и обслуживания своей трубопроводной сети. Это сделало его привлекательным для Mercury Communications (дочерняя компания Cable & Wireless), которая купила компанию и использовала трубы для прокладки телекоммуникационных кабелей. Гидравлическая силовая станция Уоппинг, закрытая последней из пяти, позже стала центром искусств и рестораном.